# Соловьёва-Барбизан, Галина Николаевна
Галина Николаевна Соловьёва-Барбизан, также Gala Barbisan (30 июня 1904 г., Ярославль — 31 октября 1982 г. Кортина-д’Ампеццо) — литературный деятель. Известна как со-основатель французской «Премии Медичи» (1958 г.) и меценат, подарившая коллекцию работ Константина Коровина Ярославскому художественному музею.

## Биография
Галина Николаевна Соловьёва родилась 30 июня 1904 года в Ярославле, в семье известного врача Николая Васильевича Соловьёва. В СССР она вышла замуж за итальянского инженера Лучано Барбизана, работавшего в Москве, и уехала вместе с ним из страны в 1935 году.
После Второй мировой войны она занялась литературным меценатством и вместе с Клодом-Эдмондом Маньи создала неуспешную литературную премию «Cote d’amour». В апреле 1958 года вместе с Жан-Пьером Жиро она основала «Премию Медичи». В 1959 году Барбизан подарила Ярославскому художественному музею коллекцию зарубежных картин Константина Коровина и одну картину Филиппа Малявина.